# Xã Davison, Michigan
Xã Davison (tiếng Anh: Davison Township) là một xã thuộc quận Genesee, tiểu bang Michigan, Hoa Kỳ. Năm 2010, dân số của xã này là 19.575 người.